# Oddworld (Album)
Oddworld ist das vierte Studioalbum der australischen Nu-Metal-/Metalcore-/Hardcore-Punk-Band Ocean Grove. Es erschien am 22. November 2024 über SharpTone Records. 

## Entstehung
Für das Album hat sich die Band dazu entschlossen, sich wieder mit allen Mitgliedern in einem Raum zu treffen, um gemeinsam neue Lieder zu schreiben. Eingeschlossen dabei sind der ehemalige Sänger Luke Holmes und der Gitarrist Matthew Kopp. Die fünf Musiker mieteten sich ein abgelegenes Farmhaus im australischen Bundesstaat Victoria. Laut dem Sänger Dale Tanner hätte es sich wie eine Rückkehr zu den Anfangstagen der Band angefühlt. Die Musiker wären wieder Teenager gewesen und so „die Essenz der Stimmung in das Album injiziert“.
Produziert wurde Oddworld erneut vom Schlagzeuger Sam Bassal, der auch die Abmischung und das Mastering übernahm. Als Gastmusiker ist die Band Adult Art Club bei dem Lied OTP zu hören. Musikvideos wurden für die Lieder Fly Away, My Disaster, Raindrop, Last Dance und So What 1999 veröffentlicht. Im Mai 2024 verkündete die Band, dass sie einen weltweiten Vertrag mit SharpTone Records unterzeichnet hat. In Australien und Neuseeland hingegen erschien das Album auf dem bandeigenen Label Oddworld Records.

## Titelliste
1. OG Forever – 0:51
2. Cell Division – 2:50
3. Fly Away – 2:41
4. Stunner – 3:14
5. Raindrop – 2:50
6. No Offence Detected – 0:49
7. My Disaster – 2:41
8. Last Dance – 3:33
9. So What 1999 – 3:00
10. OTP (feat. Adult Art Club) – 2:37

## Rezeption
KJ Draven vom australischen Onlinemagazin Wall of Sound hält Oddworld für einen „angemessenen Albumtitel“, da „einige der kreativen Entscheidungen seltsam, aber bemerkenswert zusammengehörend sind trotz aller Genrewechsel und Genrekombinationen“. Draven vergab 7,5 von zehn Punkten. Emma Wilkes vom britischen Magazin Kerrang schrieb, dass Oddworld, obwohl „die Essenz und der Charakter der Band präsent bleibt, inkonsistenter als der Großteil ihrer Diskografie ist“. Die Band wäre auf dem Album „sowohl im positiven als auch im negativen Sinne verrückt“, wofür Wilkes vergab drei von fünf Punkten.